# ソクラテス (サッカー選手)
ソクラテス・ブラジレイロ・サンパイオ・ジ・ソウザ・ヴィエイラ・ジ・オリヴェイラ（ポルトガル語: Sócrates Brasileiro Sampaio de Souza Vieira de Oliveira、 1954年2月19日 - 2011年12月4日）は、ブラジル出身の元サッカー選手。元ブラジル代表。1983年には南米年間最優秀選手賞に選出され、2004年にはペレによってFIFA 100に選出された。実弟のライーもサッカー選手であり、ブラジル代表として1994 FIFAワールドカップで優勝した。
父親がギリシャ哲学の崇拝者であったためにソクラテスと名付けられた。プロサッカー選手としては珍しく医師免許を持ち、ドトール（ポルトガル語: Doutor、医師の意味）の愛称で呼ばれた。

## 経歴

### クラブ
ベレンに生まれた。16歳でボタフォゴ-SPの下部組織に入団したが、下部組織入団の翌年にサンパウロ大学のリベイラン・プレト医学校に入学し、サッカーより学業を優先して練習にはほとんど参加しなかった。1974年にトップチームデビューすると、有力クラブからオファーが殺到したが、プロ選手生活を送りながら単位を取得し、23歳で大学を卒業するまでボタフォゴ-SPにとどまった。1978年にサンパウロのコリンチャンスに移籍すると、すぐにレギュラーポジションを獲得してチームの中心選手となり、6シーズンの間に297試合に出場して172得点を挙げた。1984年、これまで他のチームから多くのオファーを受けていたが、チーム愛からオファーを拒否し続けていた。しかし、政治的信念から、イタリアのACFフィオレンティーナに移籍した。このシーズンの公式戦33試合で9得点を挙げたが、チームはリーグ8位に終わり、個人としてのパフォーマンスも期待を裏切る結果となり、僅か1シーズンでブラジルへと帰国した。その後はCRフラメンゴやサントスFCでプレーした。1989年、古巣ボタフォゴ-SPでのプレーを最後に現役引退した。
現役引退から10年以上が経った2004年、50歳のソクラテスは選手兼任監督としてイングランド・ノーザンカウンティ・イースト・フットボールリーグのガーフォース・タウンAFCと1ヶ月の短期契約を結んだ。11月20日のタドキャスターAFC戦で途中出場して12分間プレーし、この試合がイングランドでの最初で最後の出場機会となった。

### 代表
1979年5月にブラジル代表デビューし、1986年6月までに60試合に出場して22得点している。2度のFIFAワールドカップ（1982 FIFAワールドカップ、1986 FIFAワールドカップ）と2度のコパ・アメリカ（コパ・アメリカ1979、コパ・アメリカ1983）に出場したが、タイトルを獲得することはできなかった。代表チームでは、テレ・サンターナ監督により、ジーコと共にプレーメーカーのポジションで起用された。
1982年にスペインで行われた1982 FIFAワールドカップにはブラジル代表のキャプテンとして臨んだ。テレ・サンタナ監督に率いられ、ジーコ、ファルカン、トニーニョ・セレーゾとともに組んだ中盤は黄金のカルテットと呼ばれた。1次リーグ初戦のソビエト戦で1ゴール、イタリア代表、アルゼンチン代表と強豪が集った2次リーグではイタリア戦で1ゴールを挙げたが、2-3と敗れ敗退した。1983年のコパ・アメリカでは決勝でウルグアイ代表に敗れて準優勝に終わった。1986年にはメキシコで開催された1986 FIFAワールドカップに出場、グループリーグ初戦のスペイン戦で1ゴール、ラウンド16のポーランド戦でも1ゴールを決める活躍を見せたが、準々決勝でPK戦の末にフランス代表に敗れた。

### 死去
長年にわたる飲酒と喫煙によって体が蝕まれ、2011年8月下旬と9月上旬には消化器出血と肝臓疾患を併発して入院し、12月1日には再び入院した。12月4日、腸内感染症による敗血症のために死去した。57歳没。

## 人物
妻と
6人の子どもに囲まれ、現役引退後は故郷のリベイラン・プレトでスポーツクリニックを開業していた。重度の酒飲みであり喫煙者であった。ソクラテスはインテリとして知られ、多数の新聞や雑誌のコラムニストを務めたが、話題はスポーツだけでなく政治や経済の分野にも及んだ。頻繁にテレビ番組に出演し、ブラジルサッカー界のご意見番的存在であった。死去時は2014 FIFAワールドカップにおけるブラジル代表のフィクション本を執筆している最中であった。

## プレースタイル
テクニックのあるプレーメーカーであり、図ったようなスルーパス、広い視野、フィジカルの強さなどで知られる。両足が自在に使え、得点力が高く、強烈なミドルシュートを得意とした。試合を読む能力も高く、ノールックヒールパスが十八番であった。あごひげとヘッドバンドが特徴であり、「全世代のサポーターにとっての上品さの象徴」であった。

## タイトル

### クラブ
ボタフォゴ-SP
- Vicente Feola champion : 1976
- Taça Cidade de São Paulo : 1977

コリンチャンス
- サンパウロ州選手権 : 1979, 1982, 1984

CRフラメンゴ
- リオ・デ・ジャネイロ州選手権 : 1986
- コパ・ウニオン : 1987

### 個人
- 南米年間最優秀選手賞 : 1983
- 20世紀の偉大なサッカー選手100人 61位 : 1999（ワールドサッカー誌選出）
- FIFA 100 : 2004

## 個人成績

### クラブでの出場記録
| 国内大会個人成績 | 国内大会個人成績      | 国内大会個人成績 | 国内大会個人成績 | 国内大会個人成績 | 国内大会個人成績 | 国内大会個人成績 | 国内大会個人成績 | 国内大会個人成績 | 国内大会個人成績 | 国内大会個人成績 | 国内大会個人成績 |
| 年度             | クラブ                | 背番号           | リーグ           | リーグ戦         | リーグ戦         | リーグ杯         | リーグ杯         | オープン杯       | オープン杯       | 期間通算         | 期間通算         |
| 年度             | クラブ                | 背番号           | リーグ           | 出場             | 得点             | 出場             | 得点             | 出場             | 得点             | 出場             | 得点             |
| ブラジル         | ブラジル              | ブラジル         | ブラジル         | リーグ戦         | リーグ戦         | ブラジル杯       | ブラジル杯       | オープン杯       | オープン杯       | 期間通算         | 期間通算         |
| ---------------- | --------------------- | ---------------- | ---------------- | ---------------- | ---------------- | ---------------- | ---------------- | ---------------- | ---------------- | ---------------- | ---------------- |
| 1974             | ボタフォゴ-SP         |                  |                  |                  |                  |                  |                  |                  |                  |                  |                  |
| 1975             | ボタフォゴ-SP         |                  |                  |                  |                  |                  |                  |                  |                  |                  |                  |
| 1976             | ボタフォゴ-SP         |                  | 1部              |                  |                  |                  |                  |                  |                  |                  |                  |
| 1977             | ボタフォゴ-SP         |                  | 1部              |                  |                  |                  |                  |                  |                  |                  |                  |
| 1978             | ボタフォゴ-SP         |                  | 1部              |                  |                  |                  |                  |                  |                  |                  |                  |
| 1978             | コリンチャンス        |                  | 1部              |                  |                  |                  |                  |                  |                  |                  |                  |
| 1979             | コリンチャンス        |                  |                  |                  |                  |                  |                  |                  |                  |                  |                  |
| 1980             | コリンチャンス        |                  | 1部              |                  |                  |                  |                  |                  |                  |                  |                  |
| 1981             | コリンチャンス        |                  | 1部              |                  |                  |                  |                  |                  |                  |                  |                  |
| 1982             | コリンチャンス        |                  | 1部              |                  |                  |                  |                  |                  |                  |                  |                  |
| 1983             | コリンチャンス        |                  | 1部              |                  |                  |                  |                  |                  |                  |                  |                  |
| 1984             | コリンチャンス        |                  | 1部              |                  |                  |                  |                  |                  |                  |                  |                  |
| イタリア         | イタリア              | イタリア         | イタリア         | リーグ戦         | リーグ戦         | イタリア杯       | イタリア杯       | オープン杯       | オープン杯       | 期間通算         | 期間通算         |
| 1984-85          | ACFフィオレンティーナ |                  | セリエA          |                  |                  |                  |                  |                  |                  |                  |                  |
| ブラジル         | ブラジル              | ブラジル         | ブラジル         | リーグ戦         | リーグ戦         | ブラジル杯       | ブラジル杯       | オープン杯       | オープン杯       | 期間通算         | 期間通算         |
| 1986             | CRフラメンゴ          |                  | 1部              |                  |                  |                  |                  |                  |                  |                  |                  |
| 1987             | CRフラメンゴ          |                  | 1部              |                  |                  |                  |                  |                  |                  |                  |                  |
| 1988             | サントスFC            |                  | 1部              |                  |                  |                  |                  |                  |                  |                  |                  |
| 1989             | サントスFC            |                  | 1部              |                  |                  |                  |                  |                  |                  |                  |                  |
| 1989             | ボタフォゴ-SP         |                  |                  |                  |                  |                  |                  |                  |                  |                  |                  |
| 通算             | ブラジル              | ブラジル         | 1部              |                  |                  |                  |                  |                  |                  |                  |                  |
| 通算             | ブラジル              |                  |                  |                  |                  |                  |                  |                  |                  |                  |                  |
| 通算             | イタリア              | イタリア         | セリエA          | 25               | 6                |                  |                  |                  |                  |                  |                  |
| 総通算           | 総通算                | 総通算           | 総通算           | 403              | 152              |                  |                  |                  |                  |                  |                  |

### 代表での年別出場試合数
| ブラジル代表 | 国際Aマッチ | 国際Aマッチ |
| 年           | 出場        | 得点        |
| ------------ | ----------- | ----------- |
| 1979         | 6           | 5           |
| 1980         | 8           | 2           |
| 1981         | 15          | 6           |
| 1982         | 9           | 4           |
| 1983         | 8           | 2           |
| 1984         | 0           | 0           |
| 1985         | 5           | 1           |
| 1986         | 9           | 2           |
| 通算         | 60          | 22          |